# Кукушкін Іван Михайлович
Іван Михайлович Кукушкін (рос. Иван Михайлович Кукушкин, нар. 24 липня 2002, Санкт-Петербург, Росія) — російський футболіст, воротар клубу «Нижній Новгород».

## Ігрова кар'єра
Іван Кукушкін народився у Санкт-Петербурзі і є вихованцем футбольної академії пітерського «Зеніта». Але в першій команді воротар так і не зіграв жодного матчу, провівши три гри у складі другої команди «Зеніт-2».
У лютому 2021 року Кукушквін перейшов до клубу Прем'єр-ліги «Уфа», з яким підписав контракт на три з половиною роки. Але першу гру в новій команді провів лише 17 липня 2022 року у проти «Кубані» у Першій лізі.
По завершенню контракту з кранодарським клубом, влітку 2023 року як вільний агент Кукушкін приєднався до клубу РПЛ «Нижній Новгород», підписавши з клубом трирічний контракт. 4 жовтня у кубковому матчі проти «Краснодара» воротар провів першу гру в основі команди. В чемпіонату Кукушкін дебютував 9 грудня 2023 року у матчі 18 туру проти пітерського «Зеніта».